# Serrat Rodó (Bellver de Cerdanya)
El Serrat Rodó és una muntanya de 1.147 metres que es troba al municipi de Bellver de Cerdanya, a la comarca de la Baixa Cerdanya.
Al cim podem trobar-hi un vèrtex geodèsic (referència 280078015).